# Thria opposita
Thria opposita là một loài bướm đêm trong họ Noctuidae.